# Departament Ochrony Konstytucyjnego Porządku Państwa MSW
Departament Ochrony Konstytucyjnego Porządku Państwa MSW – jednostka organizacyjna Ministerstwa Spraw Wewnętrznych wchodząca w skład Służby Bezpieczeństwa, funkcjonująca w Polsce w latach 1989–1990 w okresie transformacji ustrojowej.

## Historia departamentu
Komórka została utworzona 1 września 1989 r. na mocy zarządzenia nr 075 ministra z 24 sierpnia 1989 r. w sprawie likwidacji i przekształcenia niektórych jednostek organizacyjnych MSW. Jej bezpośrednim poprzednikiem w resorcie był Departament III MSW, czyli struktura zajmująca się walką z działalnością antypaństwową w kraju poprzez likwidowanie wszelkich przejawów opozycji, m.in. za pomocą represji wobec społeczeństwa. Terenowymi odpowiednikami nowego departamentu stały się od 1 listopada 1989 r. wydziały ochrony konstytucyjnego porządku państwa WUSW utworzone w miejsce wydziałów III, a także istniejących w niektórych województwach wydziałów III-1 i wydziałów III-2.
Zadania Departamentu Ochrony Konstytucyjnego Porządku Państwa MSW zostały określone jako rozpoznawanie, przeciwdziałanie i zapobieganie niezgodnej z obowiązującym prawem działalności osób lub grup (w tym przebywających na terenie PRL cudzoziemców) godzących w ogólnonarodowe dobra kultury oraz prawa i wolności obywateli, dążących do podważenia konstytucyjnego porządku i systemu parlamentarnego w państwie, a także stosujących terroryzm polityczny. Jednostka koordynowała również ochronę tajemnicy państwowej oraz informowała organy władzy o nastrojach i sytuacji społeczno-politycznej w kraju, a zwłaszcza o zagrożeniach bezpieczeństwa państwa.
Przyczyną powstania jednostki było rozpoczęcie procesu transformacji systemowej. Z tego względu dotychczasowa retoryka odwołująca się do obrony ustroju socjalistycznego została zastąpiona odniesieniami do praworządności i poszanowania konstytucji. W rzeczywistości nowy pion nadal prowadził inwigilację działaczy „Solidarności”. Jednym z jego ważniejszych zadań stało się również rozpracowywanie struktur pozostających poza tzw. konstruktywną opozycją, czyli organizacji krytykujących ustalenia Okrągłego Stołu (m.in. Konfederacja Polski Niepodległej, Solidarność Walcząca, Polska Partia Niepodległościowa, Federacja Młodzieży Walczącej, Niezależne Zrzeszenie Studentów).
Pod koniec 1989 r. struktura departamentu przedstawiała się następująco:
- Wydział I (analityczno-informacyjny)
- Wydział II (ogólnosztabowy)
- Wydział III (zwalczanie działalności ekstremistycznej w partiach politycznych i organizacjach społeczno-zawodowych)
- Wydział IV (ochrona tajemnicy państwowej, zabezpieczenie służby zdrowia oraz środowisk naukowo-oświatowych)
- Wydział V (zabezpieczenie mediów i sfery kultury, zwalczanie wrogiej działalności przebywających w Polsce cudzoziemców)
- Wydział VI (zabezpieczenie krajowych stowarzyszeń i środowisk mniejszości narodowych)
- Wydział VII (zabezpieczenie instytucji państwowych i zrzeszeń społeczno-zawodowych)
- Wydział VIII (zwalczanie działalności terrorystycznej)

W związku z rozwiązaniem Służby Bezpieczeństwa i utworzeniem Urzędu Ochrony Państwa departament zaprzestał bieżącej działalności z dniem 10 maja 1990 r. (z wyjątkiem spraw mających szczególne znaczenie dla bezpieczeństwa państwa). Jego ostateczne zlikwidowanie nastąpiło 31 lipca 1990 r.

## Kierownictwo
Dyrektorzy Departamentu Ochrony Konstytucyjnego Porządku Państwa MSW:
- gen. bryg. Krzysztof Majchrowski (28 sierpnia 1989 r. – 3 kwietnia 1990 r.)
- płk Zbigniew Kluczyński (p.o.) (1 maja 1990 r. – 31 lipca 1990 r.)